# ロンドン大学セント・ジョージズ
ロンドン大学セント・ジョージズ（St George's, University of London、略称 SGUL）は、ロンドン大学の構成カレッジ。正式名称はセント・ジョージズ病院医学校（St George's Hospital Medical School）。
1733年に創設されたイギリスで二番目に古い医学校（医学部）である。セント・ジョージズ病院と密接に連携しており、ユナイテッド・ホスピタルズの一つである。2024年8月にはロンドン大学シティと合併して、ロンドン大学シティ・セント・ジョージズとなった。